# Cees Dam
Cornelis Gregorius (Cees) Dam (Velsen, 31 juli 1932) is een Nederlands architect. Hij is bekend geworden als mede-ontwerper van de Stopera, een stadhuis/muziektheater te Amsterdam.

## Leven en werk
Dam volgde de Academie van Bouwkunst in Amsterdam, waar hij in 1963 afstudeerde, en vestigde in 1964 een architectenbureau te Heemstede, dat in 1968 naar Amsterdam verhuisde. Toen in 1979 werd besloten te Amsterdam een combinatie van stadhuis en muziektheater te bouwen, en architect Bernard Bijvoet plotseling overleed, werd Dam mede-architect, samen met Wilhelm Holzbauer. In 1993 werd hij hoogleraar Architectuur aan de Faculteit Bouwkunde van de Technische Universiteit Delft. Op deze faculteit was hij van 1995 tot 1998 decaan. Dam verzorgde ook een Teleac-cursus over architectuur.
Cees Dam is weduwnaar van Josephine Holt (1940 - 2005), dochter van de architect Gerard Holt (1904 - 1988) die samen met Bijvoet werkte aan plannen voor een nieuw stadhuis voor Amsterdam. Het paar heeft twee kinderen gekregen. Zoon Diederik (1966) is ook architect en werkt met Dam samen in Dam & Partners Architecten.
Op 30 september 2007 werd hij benoemd tot Ridder in de Orde van de Nederlandse Leeuw voor zijn bijzondere verdiensten en vooral zijn inzet voor de architectuur en cultuur als onderdeel van een duurzame samenleving. Ook werd hij geëerd voor zijn inspanningen om de kennis van de bouwkunst te vergroten.
Sinds 2009 is Dam honorair consul voor Guatemala in Nederland.

## Selectie van werken
| Plaatsnaam | Gebouw                   | Jaar | Opmerkingen                                           |
| ---------- | ------------------------ | ---- | ----------------------------------------------------- |
| Amsterdam  | Winkelcentrum Reigersbos | 1984 | Winkelcentrum, kantoren en terraswoningen             |
| Amsterdam  | Stopera                  | 1986 | Stadhuis en opera van Amsterdam                       |
| Amsterdam  | Optiebeursgebouw         | 1987 | Huist vanaf 2012 de hoofdredactie van NRC Handelsblad |
| Rosmalen   | Huis van de Toekomst     | 1989 | Conceptwoning vol technologische vernieuwingen        |
| Amsterdam  | Cineac                   | 1994 | Riksbioscoop                                          |
| Rotterdam  | De Coopvaert             | 2006 | Woontoren in Rotterdam                                |
| Rotterdam  | Maastoren                | 2010 | Kantoorgebouw in Rotterdam                            |

## Galerij

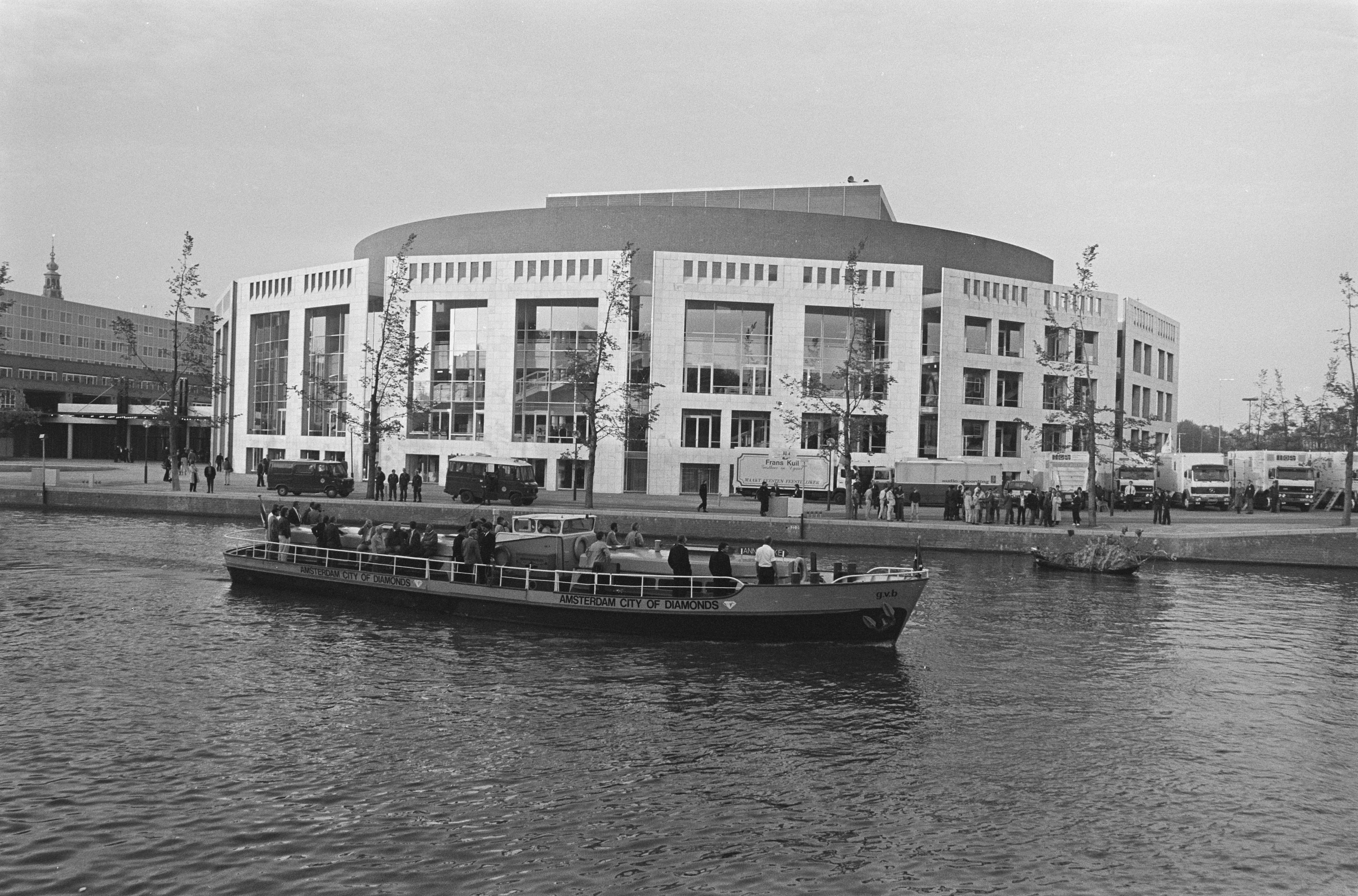
De Stopera in Amsterdam
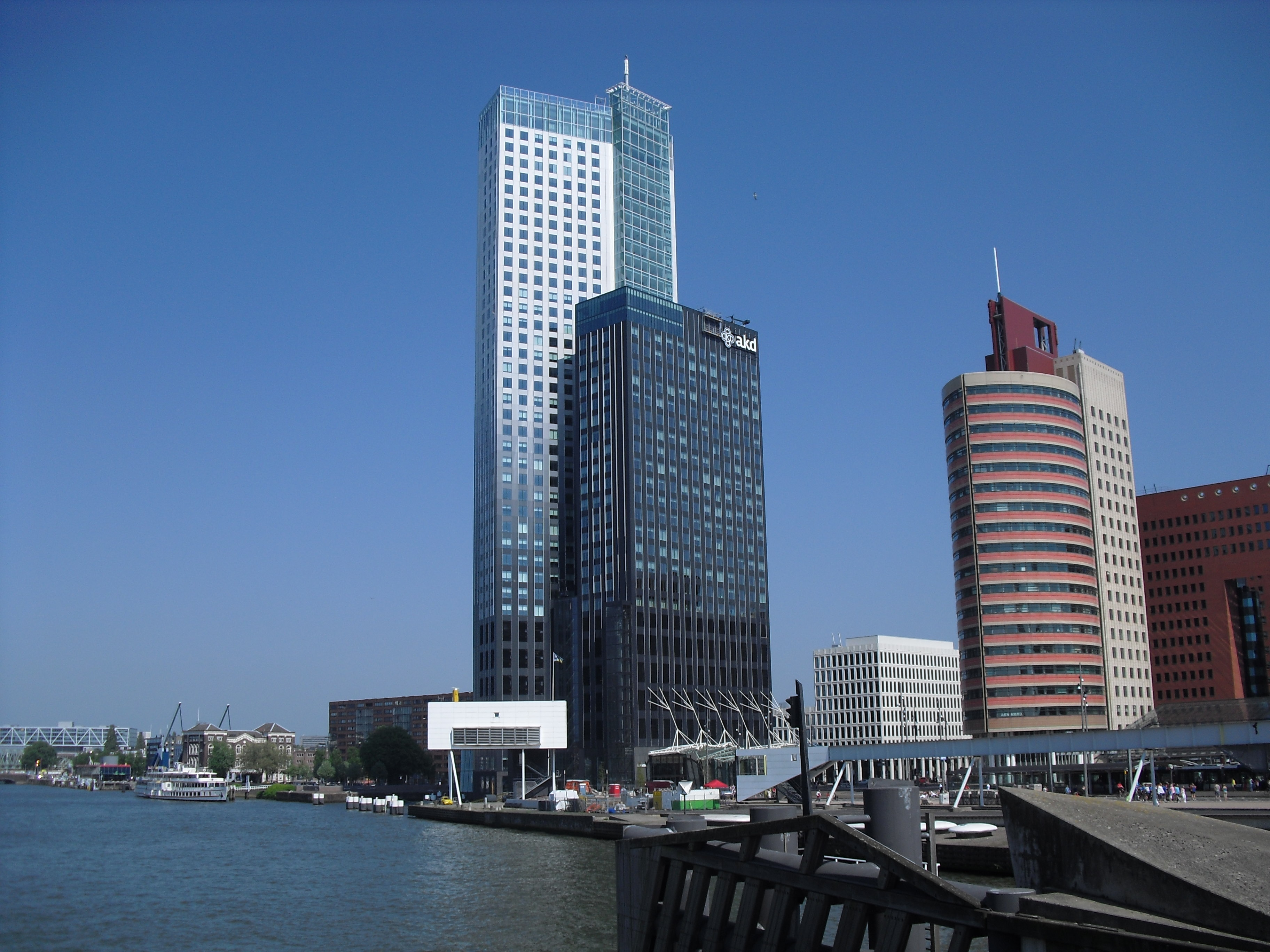
De Maastoren in Rotterdam
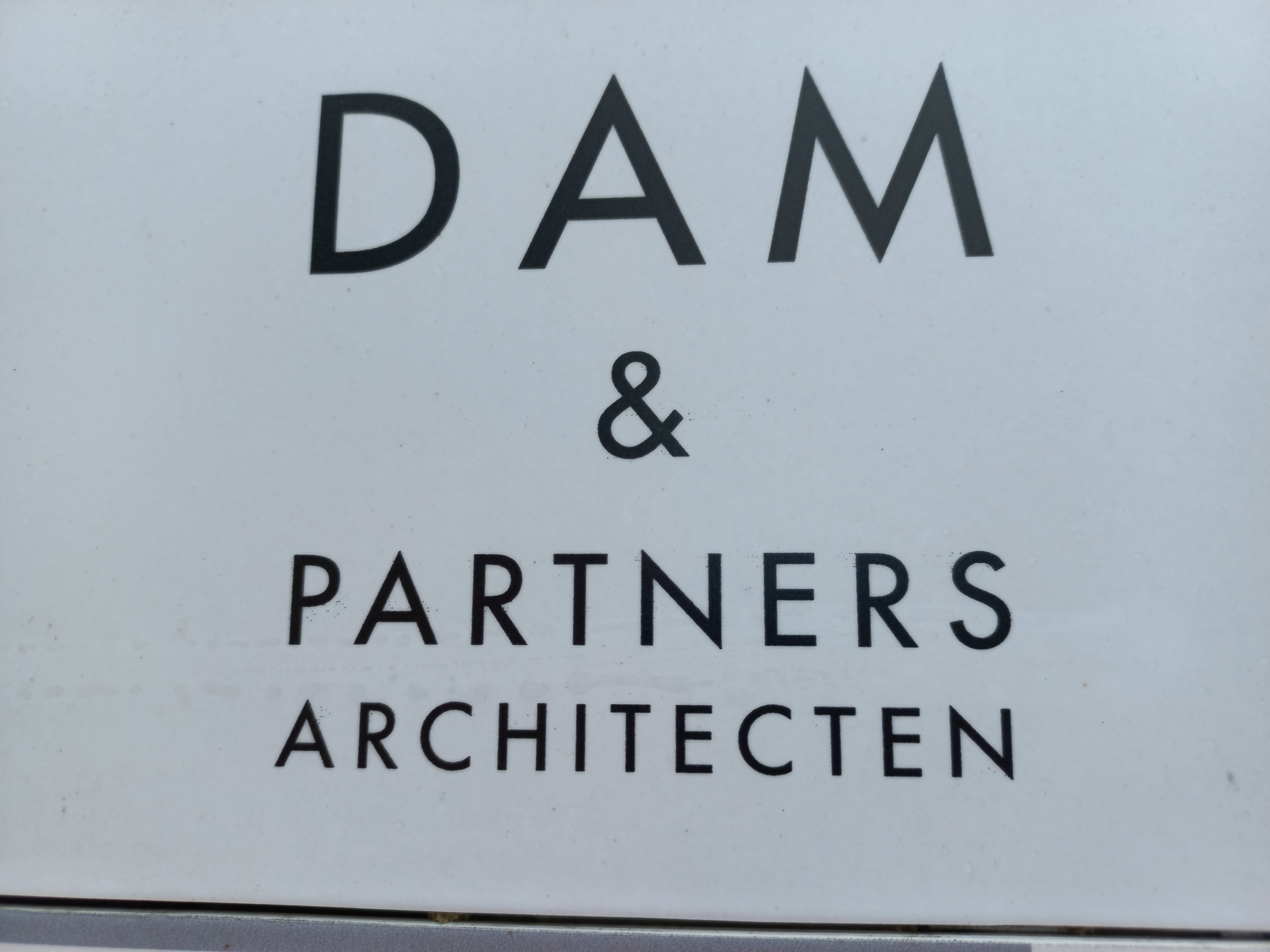
Plaatje bij vestiging Dam & partners (2023)